# Río Prut
El río Prut (del ucraniano: Прут) es un río largo europeo, afluente del Danubio, que discurre por Ucrania, Rumania y Moldavia. Tiene una longitud de 953 km —de ellos 272 en Ucrania y 711 km de frontera rumano-moldava— y drena una cuenca de 27 500 km² (10 990 de ellos, en Rumania). La ciudad más grande localizada a orillas del río es Chernivtsí (Ucrania).
El río Prut se origina en los montes Cárpatos en Ucrania y luego se dirige hacia el sureste. Durante un largo tramo, forma la frontera natural entre Moldavia, al este, y Rumania, al oeste. Finalmente desemboca en el Danubio en un punto fronterizo entre Rumania, Moldavia y Ucrania e ingresa nuevamente en ésta cerca de la ciudad ucraniana de Reni, al este de la ciudad rumana de Galaţi.
Fue conocido en la antigüedad como Pyretus o Porata. Tras la anexión rusa de Besarabia en 1812, el río se convirtió en frontera entre el Imperio ruso y el Principado de Moldavia y, una vez unificados los principados rumanos, el Reino de Rumania. Durante el periodo de entreguerras, se encontraba prácticamente en su totalidad en Rumania.

## Afluentes
Los siguientes ríos son afluentes del río Prut (del nacimiento a la desembocadura):
Izquierda: Turka, Chorniava, Sovytsia, Rokytna, Rynhach, Cherlena, Larga (Briceni), Vilia, Lopatnic, Racovăț, Ciuhur, Camenca, Delia, Nârnova, Lăpușna, Sărata, Larga (Cantemir).

Derecha: Pistynka, Rybnytsia, Cheremosh, Derelui, Hertsa, Poiana, Cornești, Isnovăț, Rădăuți, Ghireni, Volovăț, Badu, Bașeu, Corogea, Berza Veche, Râioasa, Soloneț, Cerchezoaia, Jijia, Bohotin, Moșna, Pruteț, Gârla Boul Bătrân, Copăceana, Belciug, Elan, Horincea, Oancea, Stoeneșa, Brănești, Chineja. 

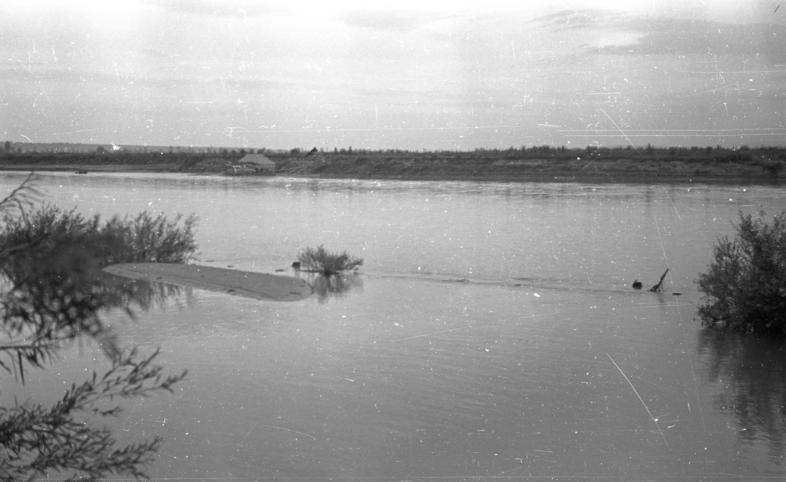
Prut en la actual frontera entre Rumanía y Moldavia, el sector sur. Con vistas a las orillas de Besarabia.

## Fauna ictiológica
En el río Prut se han identificado cuarenta y cuatro especies de peces:
- Abramis brama danubii (L) = Brema
- Abramis sapa (Pallas) = bremas comunes
- Acipenser ruthenus (L) = Esturiones, mariones o sollos
- Alburnus alburnus (L) = Alburno
- Alosa caspia nordmanni (Ant.) = Alosa tanaica
- Aristichthys nobilis (Rich.) = Novac
- Aspius aspius (L) = Avat
- Barbus barbus (L.) = Mreană
- Blicca bjoerkna (L) = Batcă
- Carassius auratus gibelio (Bloch) = Caras argintiu
- Carassius carassius (L) = Caracudă
- Chondrostoma nasus (L) = Scobar
- Cobitis taenia (L) = Zvârluga
- Ctenopharyngodon idella (Vall.) = Cosaș
- Cyprinus carpio (L) = Crap
- Esox lucius (L) = Știuca
- Gobio albipinnatus belingi (Fang) = Porcușor de șes
- Gobio gobio (L) = Porcușor
- Gobio kessleri (Dybow) = Porcușor de nisip
- Gymnocephalus cernuus (L) = Ghiborț
- Hypophthalmichthys molitrix (Vall.) = Sânger
- Lepomis gibbosus (L) = Biban-soare
- Leucaspius delineatus (Heck) = Fufă
- Leuciscus cephalus (L) = Clean
- Leuciscus idus (L) = Văduviță
- Leuciscus leuciscus (L) = Clean mic
- Misgurnus fossilis (L) = Țipar
- Neogobius fluviatilis (Pall) = Ciobănaș
- Neogobius kessleri (Guen) = Guvid de baltă
- Noemacheilus barbatulus (L) = Grindel
- Pelecus cultratus (L) = Sabiță
- Perca fluviatilis (L) = Biban
- Proterorhinus marmoratus (Pall) = Moacă de bradiș
- Pseudorasbora parva = Murgoi bălțat chinezesc
- Pungitius platygaster (L) = Osar
- Rhodeus sericeus amarus (Bloch) = Boarță
- Rutilus rutilus heckeli (Nord) = Ocheană, Tarancă
- Rutilus rutilus (L) = Babușcă
- Scardinius erythrophthalmus (L) = Roșioară
- Silurus glanis (L) = Somn
- Stizostedion lucioperca (L.) = Șalău
- Vimba vimba vimba (Lin) = Morunaș
- Zingel streber (Sieb) = Fusar
- Zingel zingel (L) = Pietrar